# Liste der Bodendenkmäler im Ebersberger Forst (gemeindefreies Gebiet)
Auf dieser Seite sind die Bodendenkmäler in dem oberbayerischen gemeindefreien Gebiet Ebersberger Forst zusammengestellt. Diese Tabelle ist eine Teilliste der Liste der Bodendenkmäler in Bayern. Grundlage ist die Bayerische Denkmalliste, die auf Basis des Bayerischen Denkmalschutzgesetzes vom 1. Oktober 1973 erstmals erstellt wurde und seither durch das Bayerische Landesamt für Denkmalpflege geführt wird. Die folgenden Angaben ersetzen nicht die rechtsverbindliche Auskunft der Denkmalschutzbehörde.

## Bodendenkmäler im Ebersberger Forst
| Lage       | Objekt | Akten-Nr.     | Bild |
| ---------- | --- | ------------- | ---- |
| (Standort) | Grabhügel vorgeschichtlicher Zeitstellung.                                                                    | D-1-7837-0046 |      |
| (Standort) | Grabhügel vorgeschichtlicher Zeitstellung.                                                                    | D-1-7837-0047 |      |
| (Standort) | Grabhügel vorgeschichtlicher Zeitstellung.                                                                    | D-1-7837-0048 |      |
| (Standort) | Grabhügel mit Bestattungen der Hallstattzeit.                                                                 | D-1-7837-0049 |      |
| (Standort) | Grabhügel vorgeschichtlicher Zeitstellung.                                                                    | D-1-7837-0050 |      |
| (Standort) | Grabhügel vorgeschichtlicher Zeitstellung.                                                                    | D-1-7837-0051 |      |
| (Standort) | Grabhügel vorgeschichtlicher Zeitstellung.                                                                    | D-1-7837-0052 |      |
| (Standort) | Grabhügel vorgeschichtlicher Zeitstellung.                                                                    | D-1-7837-0053 |      |
| (Standort) | Grabhügel vorgeschichtlicher Zeitstellung.                                                                    | D-1-7837-0054 |      |
| (Standort) | Grabhügel vorgeschichtlicher Zeitstellung.                                                                    | D-1-7837-0055 |      |
| (Standort) | Straße der römischen Kaiserzeit (Teilstück der Trasse Augsburg–Wels) mit begleitenden Materialentnahmegruben. | D-1-7837-0106 |      |
| (Standort) | Grabhügel vorgeschichtlicher Zeitstellung.                                                                    | D-1-7837-0135 |      |
| (Standort) | Grabhügel vorgeschichtlicher Zeitstellung.                                                                    | D-1-7837-0136 |      |
| (Standort) | Grabhügel vorgeschichtlicher Zeitstellung.                                                                    | D-1-7837-0182 |      |
| (Standort) | Grabhügel vorgeschichtlicher Zeitstellung.                                                                    | D-1-7837-0189 |      |